# Francesco Paolo Di Blasi
Francesco Paolo Di Blasi (Palermo, 1753 – aldaar, 20 mei 1795) was een Italiaans raadsheer bij de Grandi Uffici van het koninkrijk Sicilië. De koninkrijken Sicilië en Napels werden bestuurd door het Huis Bourbon-Sicilië. Blasi was een rechtsfilosoof, een politiek hervormer voor meer vrijheden volgens de idealen van de Verlichting en republikein. Dit laatste leverde hem de doodstraf op.

## Levensloop

### Verlichting
Blasi werd geboren in een familie van patriciërs in Palermo. Zijn vader Vincenzo Di Blasi was burgemeester geweest van Palermo en actief als taalkundige in Latijnse, Franse en Siciliaanse poëzie. Zijn vader leidde een literaire kring doch overleed onverwacht na de geboorte van Francesco Paolo Di Blasi.
Blasi studeerde rechtsgeleerdheid en literatuur, met financiële hulp van twee ooms aan vaderskant, de benedictijnen Salvatore en Giovanni Evangelista Di Blasi. Deze ooms behoorden tot de literaire kring en ageerden tegen bijgeloof en koningschap. Zij waren de intellectuele mentoren van Blasi. In 1778 publiceerde Blasi zijn eerste dissertatie Sopra la egualità e diseguaglianza degli uomini in riguardo alla lore felicità: hij betreurde de ongelijkheid tussen mensen op politiek vlak. Blasi verdiepte zich in de geschriften van Jean-Jacques Rousseau, een Frans rechtsfilosoof. Blasi nam diens ideeën over van juridische bescherming tegen ongelijkheid, politieke rechten voor elke burger, onderwijs voor elk kind en voor een solidariteit tussen klassen in de samenleving. Blasi werd advocaat in Palermo doch hield zich vooral bezig met rechtsfilosofische studies. Blasi steunde op dat gebied de idealen van de Verlichting.
Van 1781 tot 1786 was Domenico Carracciolo onderkoning van Sicilië. Carracciolo had oren naar de hervormingsgezinde ideeën van Blasi. Blasi kreeg de opdracht de privilegies van Siciliaanse edelen te hervormen, want de onderkoning was in een strijd verwikkeld met de lokale baronnen. Blasi organiseerde samen met De Cosmi, Guerra en Costanzo een politieke opiniegroep voor juridische hervormingen. Blasi werd officieel belast met het opstellen van een inventaris van Siciliaanse wetten die als feodaal of ronduit ouderwets moesten worden aanzien. Blasi werkte tevens aan een publicatie die een overzicht gaf van de rechtsbasis in Sicilië vanuit de middeleeuwen en de Nieuwe Tijd.
De volgende onderkoning Francesco d’Aquino (1786-1795) steunde verder de studies door Blasi en de zijnen voor juridische hervormingen. Blasi ontving een benoeming tot raadsheer bij de Grande Uffici, het hooggerechtshof van Sicilië dat rechtstreeks onder de Kroon viel (1789). Datzelfde jaar brak de Franse Revolutie uit, een gebeuren dat hij nauwlettend volgde.
In 1790 was Blasi klaar met zijn juridisch meesterwerk: Saggio sopra legislazione di Sicilia; hij pleitte onder meer voor een grondwet voor Sicilië en stelde dat de feodale privilegies geen rechtsgrond hadden in oude wetteksten. Vandaar wou hij het erfrecht voor edellieden hervormen. In de jaren 1791-1793 publiceerde hij twee volumes rechtsgeschiedenis van Sicilië 1339-1579 getiteld Prammatiche del Regno di Sicilia dal 1339 al 1579. Bij dit laatste werk hielp zijn oom Giovanni Evangelista. Blasi en zijn groep pleitten voor onderwijs voor elk kind, wat een grondige hervorming moest worden van het onderwijssysteem in Sicilië. Vanuit de ideeën van de Verlichting werkte hij nog andere voorstellen uit: fiscaal wenste hij een belastingstelsel waarin iedereen naar vermogen bijdroeg. Blasi wenste de doodsstraf en martelingen af te schaffen, en te vervangen door dwangarbeid.

### Radicalisatie
De groep van Blasi vond het moeilijker en moeilijker om een vergaderplaats te vinden. Meerdere edelen en Roomse geestelijken zagen de hervormingsplannen, die een concrete juridische vorm aannamen, niet zitten. Blasi’s ideeën radicaliseerden terzelfdertijd, in de zin dat hij een Siciliaans separatist werd alsook een republikein.
In 1795 werd Filippo Lopez y Royo onderkoning van Sicilië; hij was aartsbisschop van Palermo. Lopez legde de hervormingsplannen van Blasi en zijn groep stil. Kort nadien vernam zijn Zwitserse Wacht dat Blasi een samenzwering leidde waarin hij de republiek Sicilië zou uitroepen. Boeren en enkele soldaten zouden zich aansluiten bij het gezelschap van de rechtsgeleerden. De onderkoning-aartsbisschop liet Blasi en zijn medestanders arresteren. Blasi werd gemarteld om bekentenissen af te dwingen en om méér namen van samenzweerders te geven. Blasi zei niets, zodat de martelingen verhevigden. Dat hij de republiek wou uitroepen was hoogverraad. Het feit dat een hooggeplaatste rechter zoals Blasi zou samenzweren, was een bedreigende gedachte voor de Siciliaanse baronnen; dit betekende immers dat hij nog meer aanhang had. De gendarmerie onderzocht nog of er connecties waren met mensen in het koninkrijk Napels. Dat een Franse vloot uit Toulon aanmeerde in Palermo, was een ongelukkig toeval. 
Op 18 mei 1795 spraken de rechters de straffen uit: onthoofding voor Blasi, de galg voor drie medestanders en mindere straffen voor de andere gevangenen. De doodstraffen werden uitgevoerd op 20 mei 1795 buiten de stadsmuren van Palermo.